# Manthes
Manthes est une commune française située dans le département de la Drôme en région Auvergne-Rhône-Alpes.

## Géographie

### Localisation
Manthes est situé au nord d'Hauterives (au nord du département).

### Hydrographie
La commune est arrosée par les cours d'eau suivants : 
- la Veuze qui prend sa source dans le bourg[1],[2] ;
- le Dolure[1] ;
- l'Oron[1] ;
- Torrent de Combet[1] ;
- Torrent de Frémuzet[1].

### Climat
Pour des articles plus généraux, voir Climat d'Auvergne-Rhône-Alpes et Climat de la Drôme.
En 2010, le climat de la commune est de type climat méditerranéen altéré, selon une étude du CNRS s'appuyant sur une série de données couvrant la période 1971-2000. En 2020, Météo-France publie une typologie des climats de la France métropolitaine dans laquelle la commune est dans une zone de transition entre le climat de montagne et le climat méditerranéen et est dans la région climatique  Moyenne vallée du Rhône, caractérisée par un bon ensoleillement en été (fraction d’insolation > 60 %), une forte amplitude thermique annuelle (4 à 20 °C), un air sec en toutes saisons, orageux en été, des vents forts (mistral), une pluviométrie élevée en automne (250 à 300 mm).
Pour la période 1971-2000, la température annuelle moyenne est de 11,9 °C, avec une amplitude thermique annuelle de 17,8 °C. Le cumul annuel moyen de précipitations est de 883 mm, avec 8,4 jours de précipitations en janvier et 5,5 jours en juillet. Pour la période 1991-2020, la température moyenne annuelle observée sur la station météorologique de Météo-France la plus proche, sur la commune de Saint-Sorlin-en-Valloire à 5 km à vol d'oiseau, est de 13,0 °C et le cumul annuel moyen de précipitations est de 854,9 mm,. Pour l'avenir, les paramètres climatiques de la commune estimés pour 2050 selon différents scénarios d'émission de gaz à effet de serre sont consultables sur un site dédié publié par Météo-France en novembre 2022.

## Urbanisme

### Typologie
Au 1er janvier 2024, Manthes est catégorisée commune rurale à habitat dispersé, selon la nouvelle grille communale de densité à 7 niveaux définie par l'Insee en 2022.
Elle est située hors unité urbaine et hors attraction des villes,.

### Occupation des sols
L'occupation des sols de la commune, telle qu'elle ressort de la base de données européenne d’occupation biophysique des sols Corine Land Cover (CLC), est marquée par l'importance des territoires agricoles (89,9 % en 2018), en diminution par rapport à 1990 (92,4 %). La répartition détaillée en 2018 est la suivante :
terres arables (73,3 %), zones agricoles hétérogènes (13,7 %), zones urbanisées (6,3 %), forêts (3,8 %), cultures permanentes (2,8 %). L'évolution de l’occupation des sols de la commune et de ses infrastructures peut être observée sur les différentes représentations cartographiques du territoire : la carte de Cassini (XVIIIe siècle), la carte d'état-major (1820-1866) et les cartes ou photos aériennes de l'IGN pour la période actuelle (1950 à aujourd'hui).

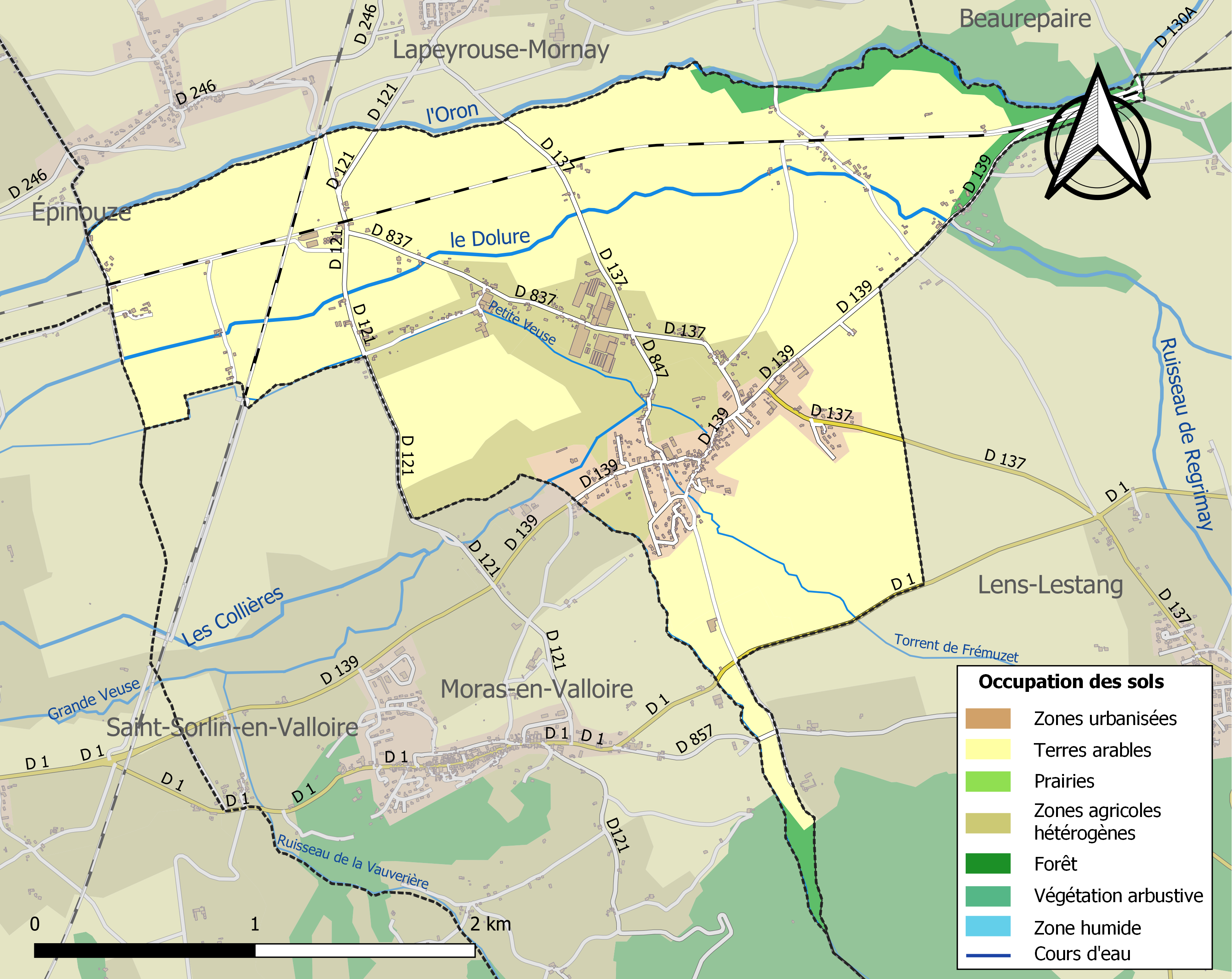
Carte des infrastructures et de l'occupation des sols de la commune en 2018 (CLC).

### Morphologie urbaine

#### Quartiers, hameaux et lieux-dits
Site Géoportail (carte IGN) :
- Combet
- la Gare de Manthes
- la Grange Berton
- la Grange Neuve
- la Paillanche
- le Moulin d'Oron
- le Prieuré
- les Avenières
- les Bressonnières
- les Pignarées
- l'Île
- Port de Jonc

## Toponymie

### Attestations
Dictionnaire topographique du département de la Drôme :
- 1333 : Mantol (choix de documents, 40).
- XIVe siècle : mention du prieuré : prioratus de Mantula Cluniaci (pouillé de Vienne).
- 1408 : Mantula (archives de la Drôme, E 2296).
- XVe siècle : mention du prieuré : prioratus de Manthula (cartulaire de Cluny, 2104, note).
- 1521 : mention du prieuré : prioratus Mantulae (pouillé de Vienne).
- XVIe siècle : mention du prieuré : prioratus Sancti Petri de Menthula et Mentheul (pouillé gén., 73).
- 1614 : Mantols (archives de la Drôme, E 2276).
- 1650 : Menton (archives de la Drôme, B 1640).
- 1778 : Mantoz (alman. du Dauphiné).
- 1790 : Mantes (état du clergé).
- 1891 : Manthes, commune du canton du Grand-Serre.

## Histoire

### Du Moyen Âge à la Révolution
Manthes fit partie du comté d'Albon et des possessions des dauphins.
La seigneurie : au point de vue féodal, Manthes faisait partie de la terre et mandement de Moras, mais le prieur y jouissait de quelques droits seigneuriaux.
Avant 1790, Manthes était une paroisse du diocèse de Vienne et de la communauté de Moras dont l'église, dédiée à saint Pierre, était celle d'un prieuré de l'ordre de Saint-Benoit (filiation de Cluny) qui avait dans sa dépendance
les obédiences ou prieurés de Peaugres, de Montchastain et de Charrières, et dont le titulaire était décimateur et seigneur temporel du lieu.

#### Le prieuré
Le prieuré de Manthes est un prieuré fondé au XIe siècle par les bénédictins de l'ordre de Cluny.

### De la Révolution à nos jours
En 1790, Manthes devient une section de la commune de Moras. Elle a été érigée en commune distincte du canton du Grand-Serre le 16 avril 1884.

## Politique et administration

### Liste des maires
| Période                                                | Période                        | Identité                             | Étiquette | Qualité        |
| ------------------------------------------------------ | ------------------------------ | ------------------------------------ | --------- | -------------- |
| Les données manquantes sont à compléter. : depuis 1884 |                                |                                      |           |                |
| 1884                                                   | 1888                           | ?                                    |           |                |
| 1888                                                   | 1892                           | ?                                    |           |                |
| 1892                                                   | 1896                           | ?                                    |           |                |
| 1896                                                   | 1900                           | ?                                    |           |                |
| 1900                                                   | 1904                           | ?                                    |           |                |
| 1904                                                   | 1908                           | ?                                    |           |                |
| 1908                                                   | 1912                           | ?                                    |           |                |
| 1912                                                   | 1919                           | ?                                    |           |                |
| 1919                                                   | 1925                           | ?                                    |           |                |
| 1925                                                   | 1929                           | ?                                    |           |                |
| 1929                                                   | 1935                           | ?                                    |           |                |
| 1935                                                   | 1945                           | ?                                    |           |                |
| 1945                                                   | 1947                           | ?                                    |           |                |
| 1947                                                   | 1953                           | ?                                    |           |                |
| 1953                                                   | 1959                           | ?                                    |           |                |
| 1959                                                   | 1965                           | ?                                    |           |                |
| 1965                                                   | 1971                           | ?                                    |           |                |
| 1971                                                   | 1977                           | ?                                    |           |                |
| 1977                                                   | 1983                           | ?                                    |           |                |
| 1983                                                   | 1989                           | ?                                    |           |                |
| 1989                                                   | 1995                           | ?                                    |           |                |
| 1995                                                   | 2001                           | ?                                    |           |                |
| 2001                                                   | 2008                           | Adrien Bataillon                     |           |                |
| 2008                                                   | 2014                           | Alain Delmas                         |           |                |
| 2014                                                   | 2020                           | Nathalie Durand                      |           | employée       |
| 2020                                                   | En cours (au 26 novembre 2020) | Nathalie Durand[source insuffisante] |           | maire sortante |

## Population et société

### Démographie
L'évolution du nombre d'habitants est connue à travers les recensements de la population effectués dans la commune depuis 1886. Pour les communes de moins de 10 000 habitants, une enquête de recensement portant sur toute la population est réalisée tous les cinq ans, les populations de référence des années intermédiaires étant quant à elles estimées par interpolation ou extrapolation. Pour la commune, le premier recensement exhaustif entrant dans le cadre du nouveau dispositif a été réalisé en 2007.

En 2022, la commune comptait 678 habitants, en évolution de +1,35 % par rapport à 2016 (Drôme : +2,64 %, France hors Mayotte : +2,11 %).
| 1886 | 1891 | 1896 | 1901 | 1906 | 1911 | 1921 | 1926 | 1931 |
| ---- | ---- | ---- | ---- | ---- | ---- | ---- | ---- | ---- |
| 473  | 463  | 463  | 470  | 480  | 525  | 436  | 449  | 475  |

| 1936 | 1946 | 1954 | 1962 | 1968 | 1975 | 1982 | 1990 | 1999 |
| ---- | ---- | ---- | ---- | ---- | ---- | ---- | ---- | ---- |
| 442  | 419  | 457  | 498  | 572  | 488  | 502  | 564  | 570  |

| 2006 | 2007 | 2012 | 2017 | 2022 | - | - | - | - |
| ---- | ---- | ---- | ---- | ---- | - | - | - | - |
| 617  | 623  | 666  | 670  | 678  | - | - | - | - |

### Manifestations culturelles et festivités
- Fête : dimanche suivant le 30 juin[2].
- Chaque année, une exposition d'art contemporain (gratuite) est organisée dans l'ancien prieuré[réf. nécessaire].

### Loisirs
- Pêche[2].

## Économie

### Agriculture
En 1992 : bois, céréales (maïs), élevage, pisciculture.
- Foire : le 18 septembre[2].

La pisciculture des Sources est située dans le cadre du château avec des bassins naturels.

## Culture locale et patrimoine

### Lieux et monuments
- Église Saint-Pierre-et-Saint-Paul de Manthes, romane : clocher et chevet (MH)[21], vitraux (XIVe siècle), Christ (XVIIe siècle)[2].
- Prieuré de Manthes datant du XIe siècle : il appartient à l'évêché de la Drôme et a été restauré en 2006. Il a été fondé par les bénédictins de l'ordre de Cluny. Il est à l'origine de la constitution du village de Manthes. La bâtisse, construite en galets, est située au sommet d'une colline dominant le village. Elle est composée d'une église, d'un clocher et d'un ensemble de salles remarquables (dont des oubliettes). Un beau vitrail double orne l'abside centrale de l'église[réf. nécessaire].

Vestiges du prieuré (XVIe siècle) : cheminées.
- Château du XVIIe siècle[réf. nécessaire].
- Le parc du lac de Manthes possède un lavoir et une ancienne usine textile dont les ruines ne révèlent qu'une vieille roue à aubes immobilisée par le temps[réf. nécessaire].

Vieux moulin (en activité en 1992).

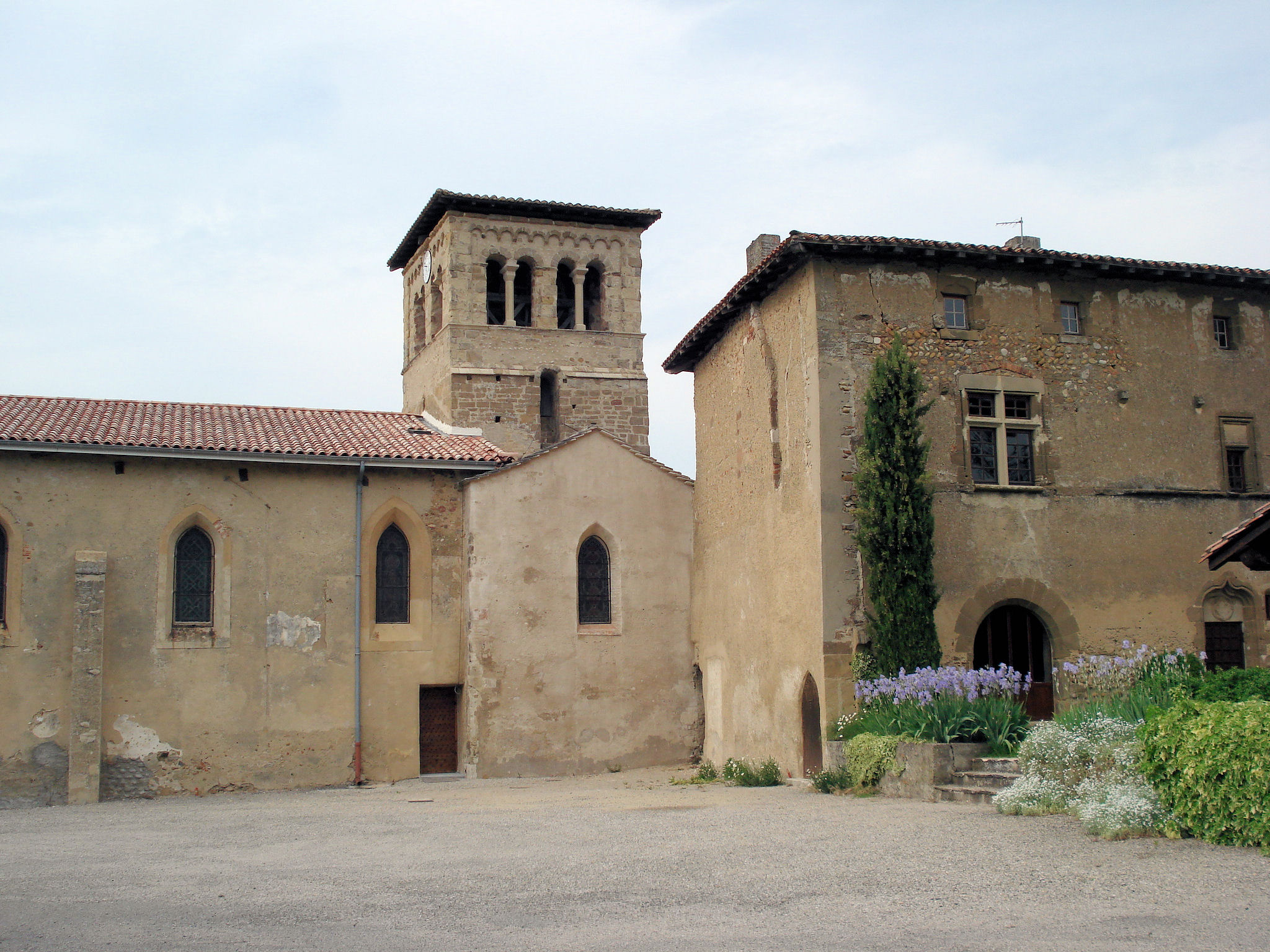
Prieuré.
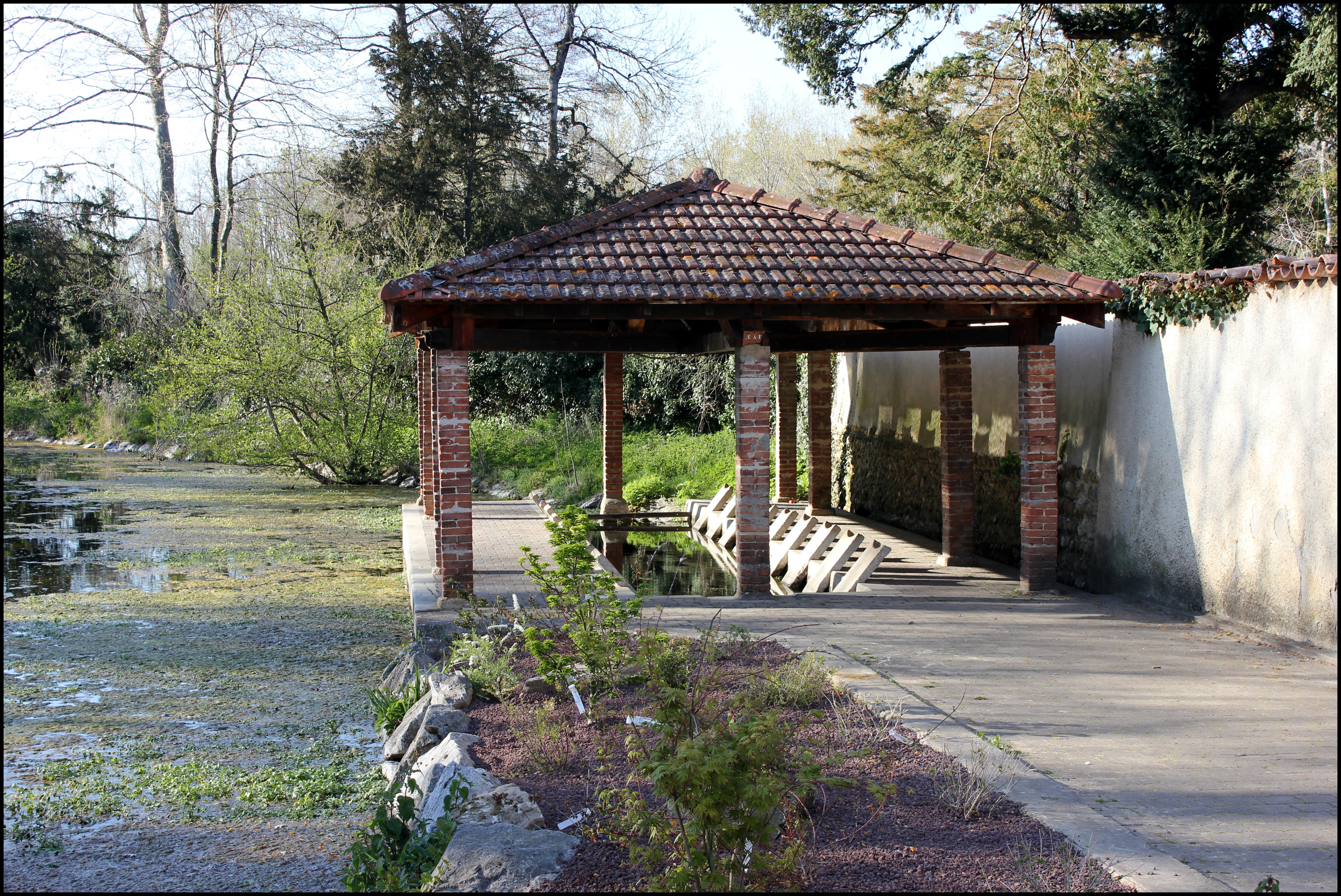
Lavoir (vue 1).
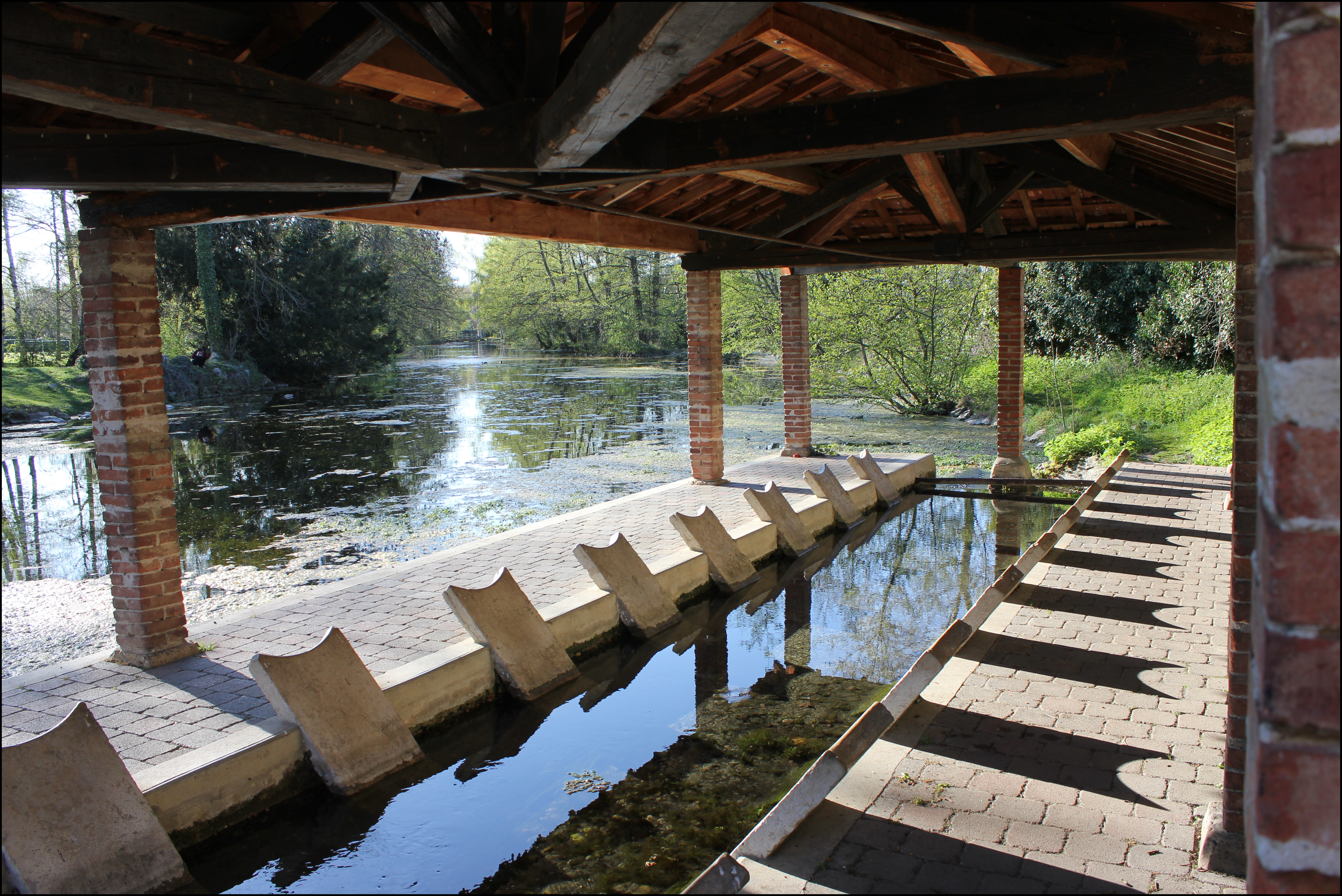
Lavoir (vue 2).
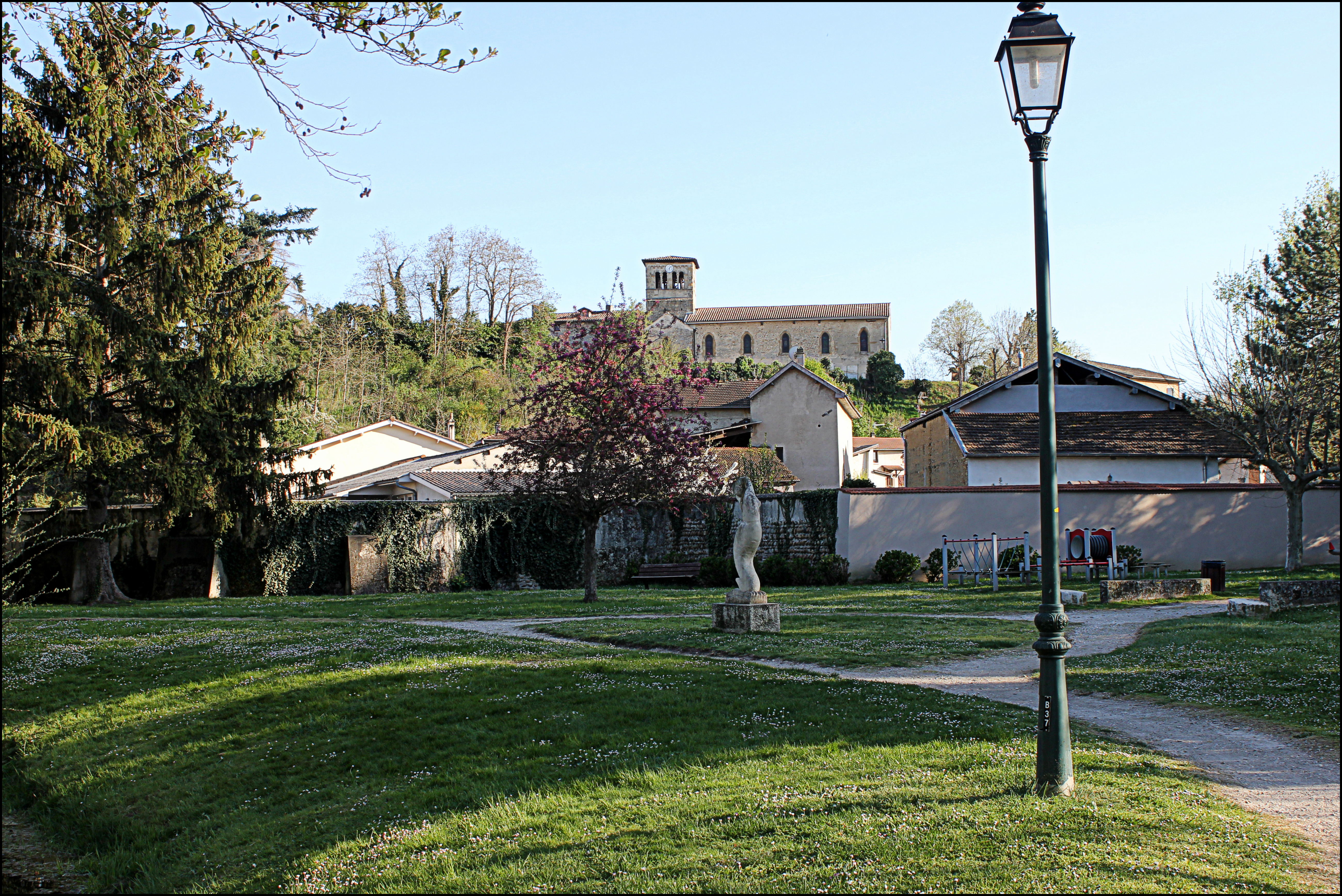
Vue sur l’église depuis le parc du lac.
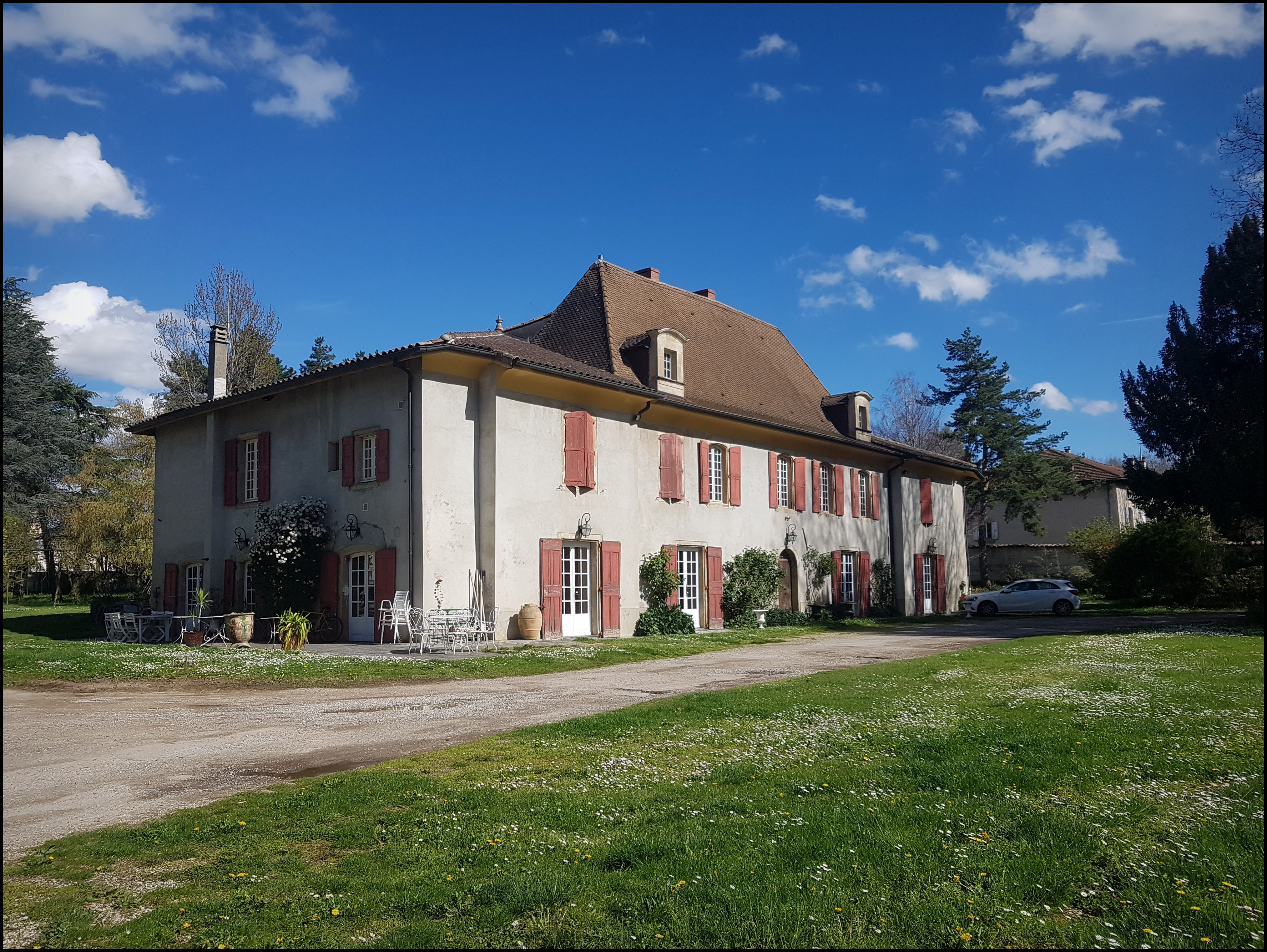
Maison de la pisciculture.
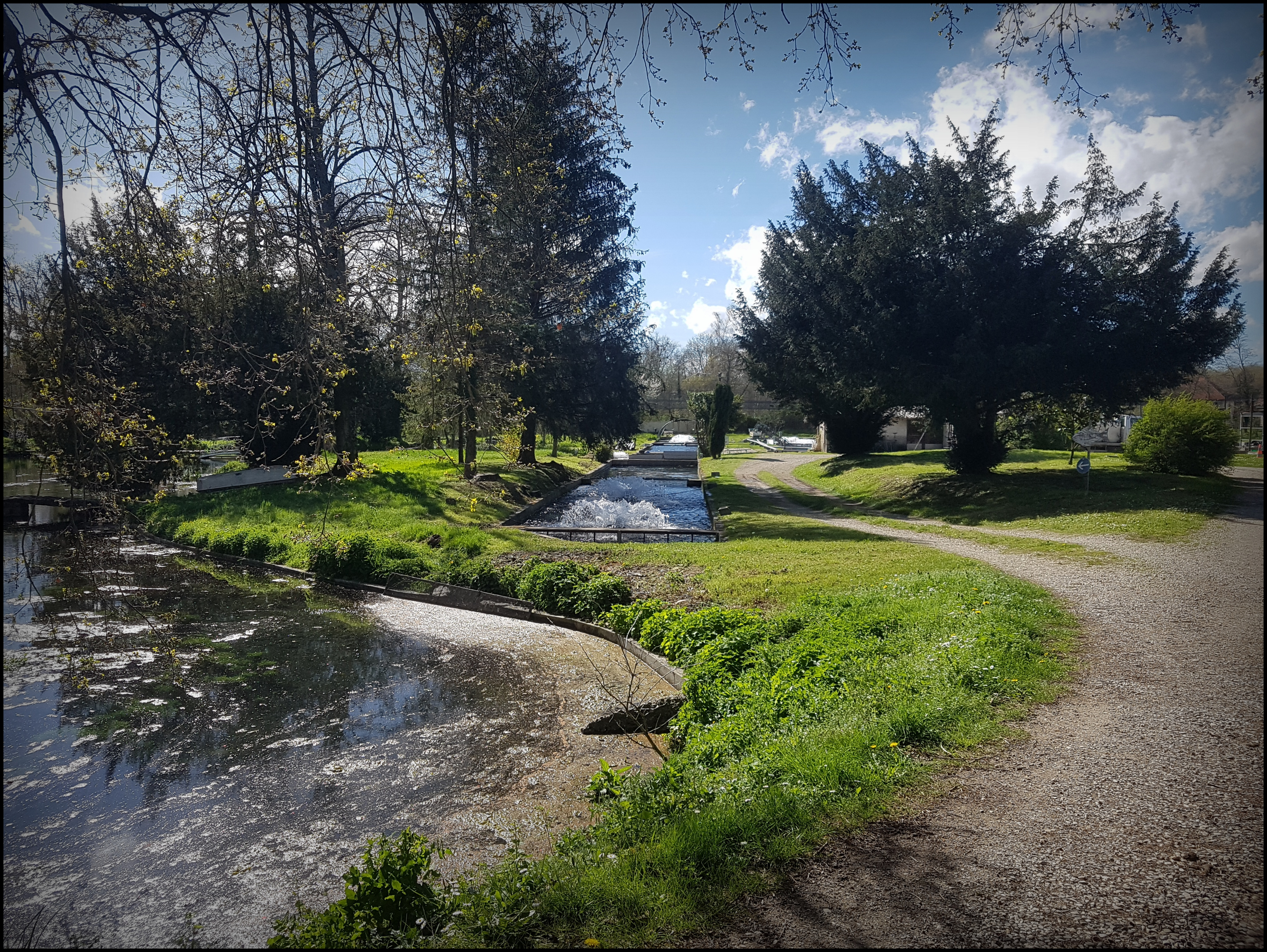
Vue partielle sur les bassins de pisciculture.

### Patrimoine naturel
- Le lac de Manthes auquel de récents travaux ont adjoint un parc. Ce lac dispose malgré sa petite taille d'une faune diversifiée[réf. nécessaire].

### Héraldique, logotype et devise
|  | Manthes possède des armoiries dont l'origine et le blasonnement exact ne sont pas disponibles. |